# Championnat National 1 A 1995/96
Die Saison 1995/96 des Championnat National 1 A war die 22. Ausspielung der französischen Frauenfußballmeisterschaft seit der offiziellen Anerkennung des Frauenfußballs durch den Fußballverband Frankreichs, die FFF, im Jahr 1970 und der ersten Austragung in der Saison 1974/75. Als Championnat National 1 A wurde von 1992 bis 2002 die landesweite höchste Liga bezeichnet.
Die Vorjahresmeisterinnen des FC Lyon konnten ihren Titel nicht verteidigen und beendeten die Spielzeit nur im Tabellenmittelfeld. Statt ihrer gewann der Juvisy FCF seine dritte französische Meisterschaft.

## Qualifikation und Austragungsmodus
Für die Teilnahmeberechtigung wurde ausschließlich das Abschneiden der Frauschaften in der Vorsaison berücksichtigt. Es qualifizierten sich die Teams, die darin einen der ersten neun Plätze belegt hatten, sowie drei Aufsteiger aus dem Championnat National 1 B, der zweiten Liga. Dies waren:
- aus dem Nordosten: FCF Hénin-Beaumont, Juvisy FCF, JS Poissy, VGA Saint-Maur, Aufsteiger Olympique Saint-Memmie, ASPTT Strasbourg
- aus dem Westen: Aufsteiger US Le Mans, Chaffoteaux Sports Saint-Brieuc, ASJ Soyaux, Toulouse Olympique Aérospatial Club
- aus dem Südosten: Aufsteiger SC Caluire Saint-Clair, Titelverteidiger FC Lyon

Die Meisterschaft wurde in einer doppelten Punkterunde entschieden, in der jeder Verein in Heim- und Auswärtsspiel gegen jeden anderen antrat. Es galt die Drei-Punkte-Regel; bei Punktgleichheit gab zunächst der direkte Vergleich und anschließend gegebenenfalls die bessere Gesamt-Tordifferenz den Ausschlag. Am Ende der Saison mussten die drei Tabellenletzten absteigen und wurden für die kommende Spielzeit durch die Gruppensieger der drei zweitklassigen Spielstaffeln ersetzt.

## Ergebnisse, Tabelle und Saisonverlauf
Die Resultate der Heimspiele lassen sich in der Kreuztabelle jeweils in der waagerechten Zeile, diejenigen der Auswärtsspiele in der senkrechten Spalte ablesen.
|                        | SC CSC | FCF H-B | FCF Juv | US LeM | FC Lyo | JS Poi | ASJ Soy | CS StB | VGA SMa | Oly SMe | ASP Str | OAC Tou |
| SC Caluire Saint-Clair |        | 3:1     | 1:4     | 2:2    | 0:2    | 3:1    | 0:2     | 0:2    | 1:1     | 2:5     | 2:0     | 1:3     |
| FCF Hénin-Beaumont     | 2:3    |         | 1:2     | 0:3    | 2:1    | 7:0    | 2:3     | 1:5    | 1:1     | 3:0     | 1:2     | 1:0     |
| Juvisy FCF             | 4:0    | 5:1     |         | 2:0    | 1:1    | 7:0    | 5:0     | 0:1    | 3:1     | 2:0     | 5:0     | 0:2     |
| US Le Mans             | 5:1    | 5:2     | 0:6     |        | 1:2    | 3:1    | 0:2     | 1:4    | 0:0     | 3:3     | 2:1     | 3:0     |
| FC Lyon                | 3:0    | 4:0     | 1:3     | 2:0    |        | 4:1    | 2:0     | 7:1    | 4:0     | 0:1     | 0:0     | 1:1     |
| JS Poissy              | 0:1    | 2:1     | 0:6     | 4:2    | 0:6    |        | 0:1     | 0:10   | 0:3     | 0:0     | 2:2     | 0:6     |
| ASJ Soyaux             | 4:1    | 2:0     | 0:0     | 6:1    | 2:0    | 6:2    |         | 0:1    | 3:1     | 8:2     | 2:1     | 1:0     |
| CS Saint-Brieuc        | 2:2    | 3:0     | 1:1     | 4:1    | 1:1    | 1:1    | 3:2     |        | 1:1     | 7:0     | 1:1     | 0:1     |
| VGA Saint-Maur         | 2:2    | 0:1     | 0:1     | 4:1    | 0:0    | 0:3 a  | 1:4     | 1:1    |         | 3:1     | 1:1     | 1:1     |
| Olympique Saint-Memmie | 1:5    | 2:0     | 0:4     | 2:2    | 0:0    | 5:1    | 0:2     | 0:2    | 1:4     |         | 3:2     | 2:2     |
| ASPTT Strasbourg       | 1:3    | 1:1     | 1:3     | 3:1    | 3:2    | 4:0    | 0:0     | 1:1    | 0:2     | 2:3     |         | 0:2     |
| Toulouse OAC           | 6:1    | 7:1     | 0:3     | 2:2    | 2:0    | 4:0    | 5:1     | 2:1    | 2:1     | 2:2     | 2:2     |         |

| Pl. | Frauschaft                 | Sp | G  | U | V  | Tore  | Diff. | Pkte. |
| --- | -------------------------- | -- | -- | - | -- | ----- | ----- | ----- |
| 1.  | Juvisy FCF                 | 22 | 17 | 3 | 2  | 67:11 |       | 54    |
| 2.  | ASJ Soyaux                 | 22 | 15 | 2 | 5  | 51:27 |       | 47    |
| 3.  | Toulouse OAC               | 22 | 12 | 6 | 4  | 52:24 |       | 42    |
| 4.  | CS Saint-Brieuc            | 22 | 11 | 8 | 3  | 53:24 |       | 41    |
| 5.  | FC Lyon (TV)               | 22 | 10 | 6 | 6  | 43:19 |       | 36    |
| 6.  | SC Caluire Saint-Clair (N) | 22 | 7  | 4 | 11 | 34:53 |       | 25    |
| 7.  | VGA Saint-Maur             | 22 | 5  | 9 | 8  | 28:32 | −04 b | 24    |
| 8.  | Olympique Saint-Memmie (N) | 22 | 6  | 6 | 10 | 33:56 | −24 b | 24    |
| 9.  | US Le Mans (N)             | 22 | 6  | 5 | 11 | 38:53 |       | 23    |
| 10. | ASPTT Strasbourg           | 22 | 4  | 8 | 10 | 28:39 |       | 20    |
| 11. | FCF Hénin-Beaumont         | 22 | 5  | 2 | 15 | 29:54 |       | 17    |
| 12. | JS Poissy                  | 22 | 3  | 3 | 16 | 18:82 |       | 04 c  |

Meister Juvisy leistete sich zwar zwei Heimniederlagen, behielt auswärts aber eine weiße Weste mit neun Siegen und lediglich zwei Unentschieden. Für seinen letztlich deutlichen Vorsprung auf die Frauen aus Soyaux war insbesondere deren nicht eben „meisterschaftsreife“ Bilanz auf den gegnerischen Plätzen mitverantwortlich, was sich in Niederlagen bei sämtlichen anderen Spitzenteams ausdrückte. Die Bretoninnen von Saint-Brieuc verbauten sich ein besseres Abschneiden vor allem in ihren Heimspielen, wo sie sechsmal remisierten und nur vier Siege verbuchen konnten, während sie auswärts den Platz in sieben Partien als Siegerinnen verließen.
Die abstiegsgefährdete Zone begann diesmal bereits ab Rang sechs, zumal lediglich für Poissy frühzeitig – und auch ohne den maximalen Punktabzug wegen Fehlens einer Infrastruktur im Nachwuchsbereich – feststand, dass die JSP nächste Saison in der zweiten Division würde antreten müssen. Während alle drei Liganeulinge die Klasse halten konnten, mussten schließlich die „Postsportlerinnen“ aus der elsässischen Hauptstadt und die Nordfranzösinnen aus Hénin-Beaumont Poissy begleiten. Ersetzt wurden sie zur folgenden Saison von den Aufsteigerinnen aus der National 1 B; dies waren USO Bruay-Labuissière, ESOF La Roche und die Frauen des Marseiller Vorortvereins Celtic Beaumont.